# Villa Mantero
Villa Mantero es un municipio del distrito Genacito del departamento Uruguay, en la provincia de Entre Ríos, República Argentina. El municipio comprende la localidad del mismo nombre y un área rural. 
Se encuentra a 40 km de la localidad de Pronunciamiento, a 30 de la localidad de Caseros, a 50 km de Concepción del Uruguay y a 15 km de Basavilbaso.
Localidad agroindustrial, con un molino arrocero y otro de maíz y legumbres.
Su ejido tiene 5500 ha, y el casco urbano posee 232 ha.

## Historia
El antecedente más antiguo de esta localidad es la estancia San Pedro, en sus afueras, propiedades de Justo José de Urquiza y sus descendientes por más de siglo y medio. En esta misma estancia se dio lugar el complot que culminó en el asesinato de este mismo, encabezado por el sargento mayor Simón Luengo y Nicomedes Coronel, mayordomo del caudillo. Luego de la muerte de Urquiza la estancia fue heredada por su hija Justa, casada con el general Luis María Campos. La casa principal de San Pedro es del año 1872, aunque sobre la primitiva edificación se construyó en 1928 la actual residencia en estilo tudor con el complemento de un espléndido mobiliario.
El 19 de octubre de 1876 se dictó la ley n.º 817 de Inmigración y Colonización, conocida como "Ley Avellaneda", con la cual se inicia la historia de la masiva colonización europea en Argentina. Dicha ley esta referida en su primera parte a la inmigración y, en la segunda, a la colonización. Pero con esto no bastaba, era necesario abrir el comercio, explotar los recursos naturales; la tierra, los minerales, el ganado, y había que poblar las vastas llanuras con manos industriosas.
En lo que respecta a Entre Ríos, el Poder Ejecutivo autorizó por Ley del 11 de junio de 1883 la construcción y explotación de un ferrocarril de trocha estándar europea, de Paraná a Concepción del Uruguay, pasando por Nogoyá y Rosario del Tala siendo contratada para la realización de los trabajos la firma Lucas Gonzales y Cía. En el kilómetro 235,650 se ubicó la estación 1.º de Mayo. Esta misma fue fundada el 29 de septiembre de 1893 por Juan Miguel Seró. Nació como Junta de Fomento (o municipio de 2.ª categoría) el 26 de octubre de 1916. 
A partir del 10 de diciembre de 2011 se transformó en municipalidad.

## Toponimia
El fundador, Juan Miguel Seró, le puso tal topónimo por su suegro Juan A. Mantero (aliado del caudillo López Jordán), ministro del gobernador Racedo hasta 1883.

## Centro Deportivo Mantero
Con un equipo de fútbol, creado en 1945. Varias veces campeón de la Liga Regional (1987/1994/2003 y 2008). Campeón 2008 de la Liga Regional al derrotar a Ramsar Junior en las finales. Disputó el Torneo de Clubes Campeones 2008/2009. 
"El Trueno Rojo", como se lo conoce, es uno de los animadores permanentes del fútbol de la Liga Regional de Fútbol, con sede en Basavilbaso

## Educación e Instituciones Públicas
- Escuela Nacional N°87 "San Luis", fundada el 16 de julio de 1905.
- Escuela N.º 8 "Juan Pascual Pringles", fundada en 1892.
- Escuela Secundaria N° 3 "José María Sobral", fundada en 1987.
- Centro Integral de Educación y Formación Profesional N.º 9, fundado en 1990.
- Nivel Primario para Adultos, con Bachillerato Acelerado para Adultos, creado en 2005.
- Juzgado de Paz creado por ley en 16 de septiembre de 1896, comenzando a funcionar el 1 de enero de 1987.
- Registro Civil inició sus actividades en el año 1905.
- Museo Regional.

## Salud
- Hospital "Andrés Zaninetti"

## Balneario Municipal

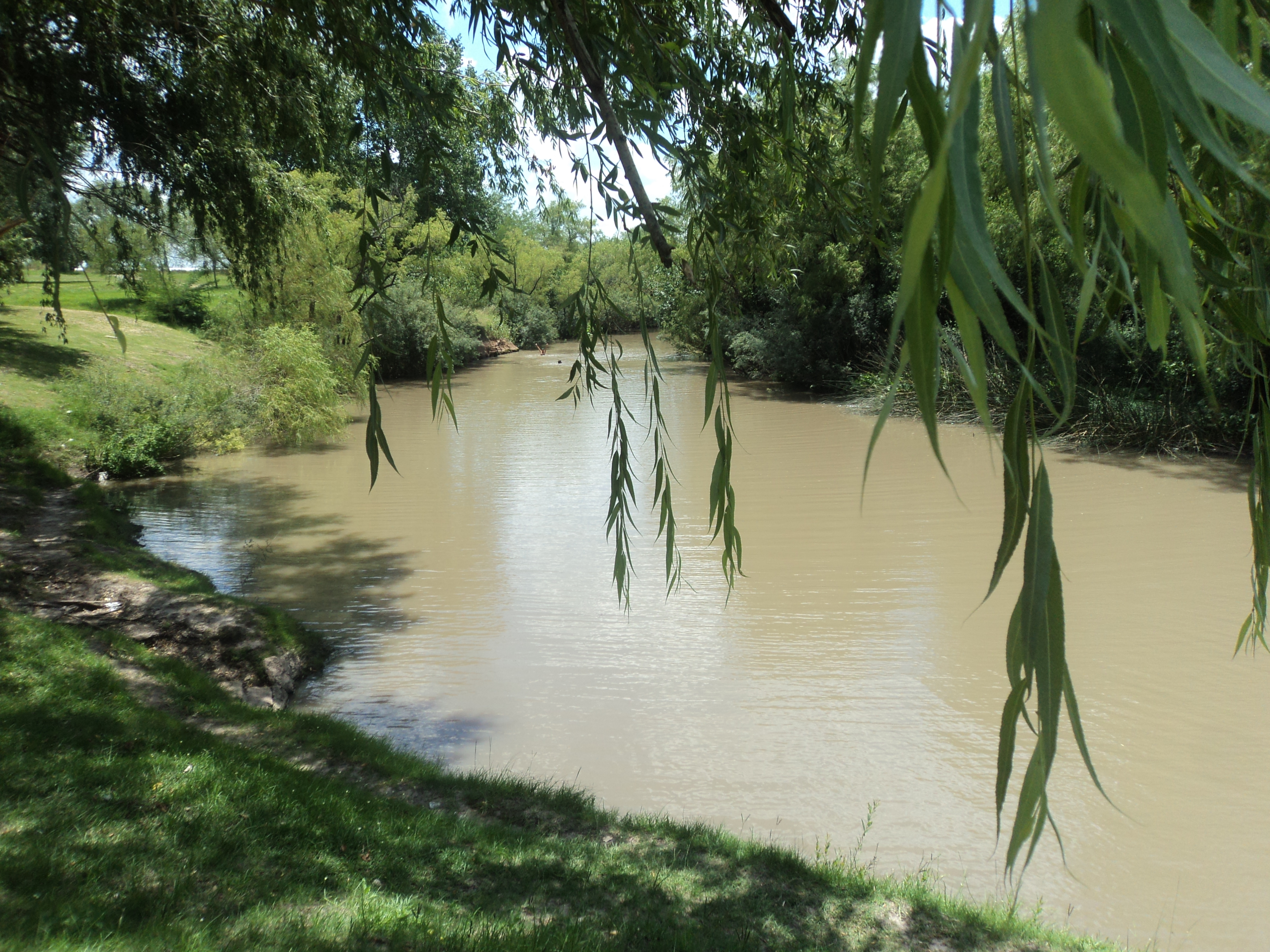
El arroyo Gená.

El pueblo cuenta con un balneario a 2,6 km desde la entrada a Mantero, por un camino lateral hacia el este llegando al arroyo Gená afluente del río Gualeguaychú. El lugar se lo llama "la picada".

## Cultos
- Iglesia Católica (centenaria)
- Congregación Luterana
- Iglesia Evangélica "Vida Plena"

## Parroquias de la Iglesia católica en Villa Mantero

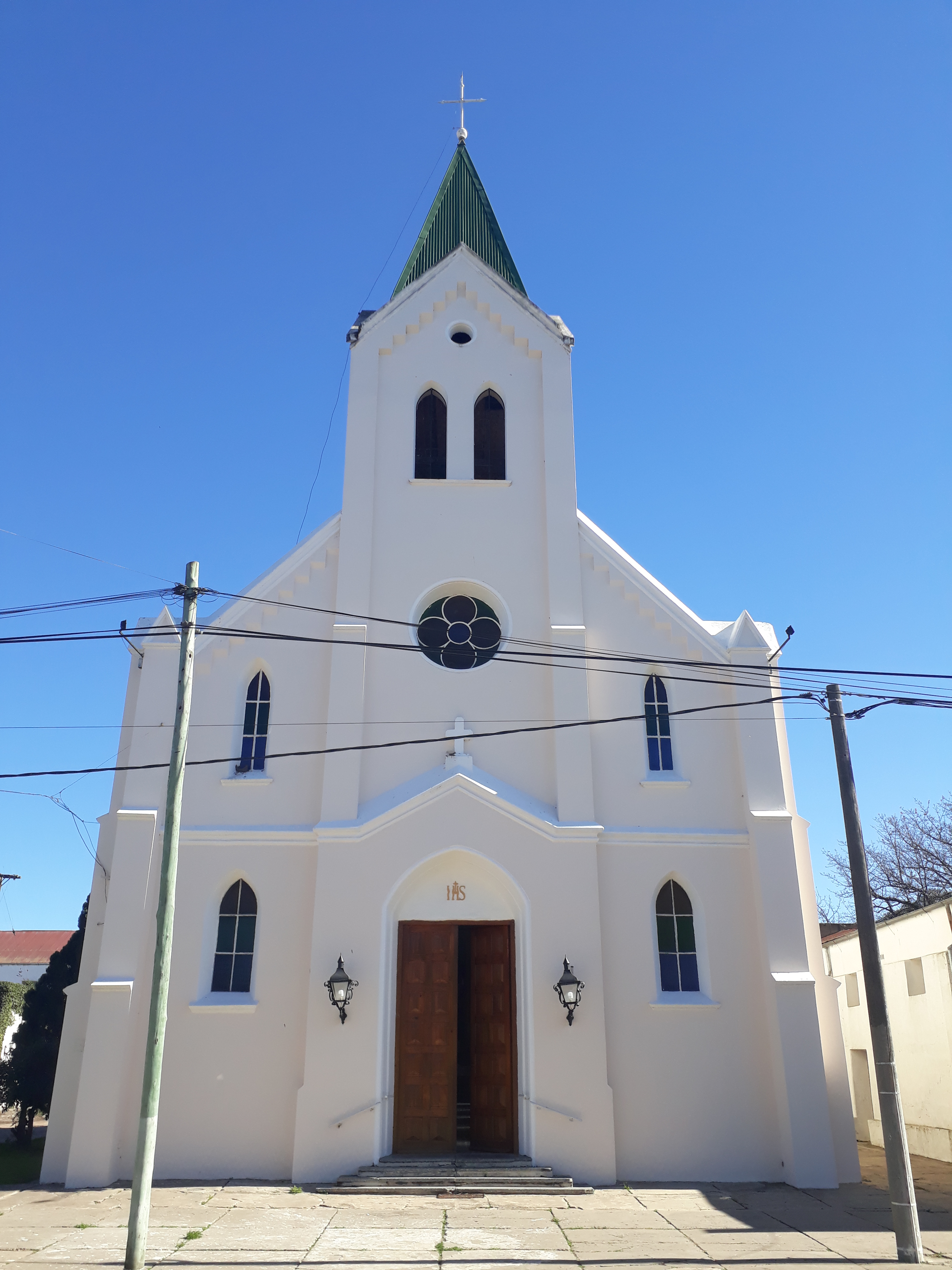
Iglesia San Miguel Arcángel frente a la plaza Gral. Galarza.

| Diócesis   | Gualeguaychú        |
| ---------- | ------------------- |
| Parroquias | San Miguel Arcángel |